# Granville Bantock
Sir Granville Ransome Bantock (7. srpna 1868 Londýn – 16. října 1946 tamtéž) byl britský hudební skladatel.

## Život
Granville Bantock se narodil 7. srpna 1868 v Londýně. Jeho otec byl významným skotským chirurgem. Rodiče zamýšleli, že bude pracovat pro indickou státní službu, ale s ohledem na jeho špatné zdraví se zpočátku věnoval chemickému inženýrství. Ve svých dvaceti letech však začal studovat rukopisy skladatelů v knihovně South Kensington Museum a to jej přitáhlo do světa hudby. Jeho prvním učitelem byl Dr. Gordon Saunders z Trinity Laban Conservatoire of Music and Dance. V roce 1888 vstoupil na Královskou hudební akademii, kde studoval harmonii a skladbu u Fredericka Cordera. Hned v prvním roce studia byla vyznamenán Macfarrenovou cenou.
Jako dirigent započal svou dráhu se souborem hudební komedie, se kterým cestoval po celém světě. Založil hudební magazín The New Quarterly Music Review, který však přežil pouze několik let. V roce 1897 se stal dirigentem koncertů v New Brighton Tower, ve kterých uváděl díla soudobých anglických skladatelů (Joseph Holbrooke, Frederic Hymen Cowen, Charles Steggall, Edward German, Hubert Parry, Charles Villiers Stanford, Frederick Corder a další). Byl rovněž dirigentem orchestru Liverpool Orchestral Society.
V roce 1898 se oženil s Helenou von Schweitzer (1868-1961), která pro něj pracovala také jako libretistka.
V roce 1900 se stal ředitelem hudební školy Birmingham and Midland Institute school of music. V letech 1908–1934 působil jako profesor hudby na University of Birmingham. V této funkci vystřídal skladatele Edwarda Elgara. V roce 1934 byl zvolen předsedou správní rady Trinity Laban Conservatoire of Music and Dance v Londýně.
Zemřel v Londýně 16. října 1946.

## Výběr z díla

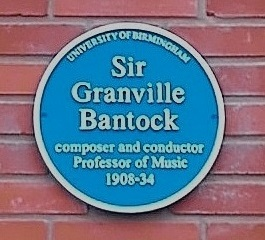
Pamětní deska na univerzitě v Birminghamu.

Bantockova hudba byla ovlivněna lidovými písněmi z Hebrid (např. Hebridská symfonie z roku 1915) a dílem Richarda Wagnera. Řada jeho prací obsahuje exotické prvky. Zhudebnil např. verše perského básníka, matematika a filozofa Omara Chajjáma (1048–1131). Mezi jeho nejznámější díla patří předehra The Pierrot of the Minute (1908) a Pagan Symphony (1928).

### Opery
- The Pearl of Iran (1894, libreto skladatel)
- Caedmar (1892, libreto Frederick Corder)
- The Seal Woman (keltská lidová opera a Celtic Folk Opera , libreto Marjory Kennedy-Fraser)
- Eugene Aram (nedokončeno)

### Velká vokální díla
- The Fire Worshippers (dramatická kantáta pro sóla, sbor a orchestr podle dramatu Thomas Moore, 1892)
- Christus (symfonie o deseti částech pro sóla, sbor a orchestr, 1907)
- The Time Spirit (rapsódie pro sbor a orchestr)
- Sea Wanderers (báseň pro sbor a orchestr)
- Omar Kháyyám (kantáta pro sóla, sbor a orchestr: 1. část – Birmingham Festival, 1906; 2. část – Cardiff Festival 1907; 3. část – Birmingham Festival 1909)
- The Song of Liberty (kantáta pro sóla, sbor a orchestr, 1914)
- The Great God Pan (Choral Ballet kantáta pro sóla, sbor a orchestr, Sheffield Festival 1920)
- The Song of Songs (kantáta pro sóla, dva sbory a orchestr, 1922, text: Bible)
- The Burden of Babylon (pro sbor, žestě a bicí nástroje, 1927, text: Bible)
- The Pilgrim's Progress (sóla, sbor a orchestr, 1928)
- Prometheus Unbound (sbor a orchestr, 1936, text Percy Bysshe Shelley)
- King Solomon for chorus, narrator and orchestra (vypravěč, sbor a orchestr, 1937, ke korunovaci krále Jiřího VI.)

### Orchestrální skladby
- 2 orchetrální scény z The Curse of Kehama (1. Processional, 2. Jaga-Naut; 1894)
- Elegiac Poem pro violoncello a orchestr (1898)
- Sapphic Poem pro violoncello a orchestr (1906)
- Hebridean Symphony (1913)
- Celtic Poem pro violoncello a orchestr (1914)
- Hamabdil pro violoncello, harfu a smyčce (1919)
- Pagan Symphony (motto: et ego in Arcadia vixi, 1927)
- The Cyprian Goddess: Symphony No. 3 (1938/39)
- Celtic Symphony pro smyčce a 6 harf (1940)
- Dramatic Poem pro violoncello a orchestr (1941)
- 6 symfonických básní (Thalaba, The Destroyer, Dante and Beatrice, Orchestral Drama: Fifine at the Fair, Hudibras, The Witch of Atlas, Lalla Rookh, 1900–1902)
- Řada ouvertur, suit a dalších drobnějších orchestrálních skladeb.

### Scénická hudba
- Rameses II. (rané dílo)
- Hippolytus (Euripides, 1908)
- Elektra (Sofokles, 1909)
- The Cortège, a Harlequinade (1918)
- Salome, The Dance of the Seven Veils (Oscar Wilde, 1918)
- Judith (Arnold Bennett, 1919)
- Macbeth (William Shakespeare, 1926)
- Fairy Gold, a Fairy Play (Alvin Langdon Coburn, 1938)

### Komorní hudba
- Smyčcový kvartet c-moll (1899)
- Serenáda pro lesní rohy (1903)
- Pibroch, a Highland Lament pro violoncello a harfu (1917)
- Hamabdil pro violoncello a klavír (1919)
- Violová sonáta F-dur (1919)
- Fantastic Poem pro violoncello a klavír (1924)
- Sonáta g-moll pro violoncello sólo (1924)
- Houslová sonáta č. 1 G-dur (1929)
- Pagan Poem pro flétnu a klavír (1930)
- Houslová sonáta č. 2 D-dur (1932)
- A Chinese Mirror pro smyčcový kvartet (1933)
- Violová sonáta h-moll
- Sonáta pro violoncello č. 1 b-moll (1940)
- Houslová sonáta č. 3 (1940)
- Sonáta pro violoncello č. 2 fis-moll (1945)
- Dramatic Poem pro violoncello a klavír (1945)